# ATP Palma 1976
L'ATP Palma 1976 è stato un torneo di tennis giocato sulla terra rossa. È stata la 1ª edizione del torneo, che fa parte del Commercial Union Assurance Grand Prix 1976. Si è giocato a Palma di Majorca in Spagna dal 18 al 24 aprile 1976.

## Campioni

### Singolare maschile
Buster Mottram ha battuto in finale  Jun Kuki con il punteggio di 7–6 6–3 6–3

### Doppio maschile
John Andrews /  Colin Dibley hanno battuto in finale  Mark Edmondson /  John Marks con il punteggio di 2–6, 6–3, 6–2